# Andrij Prosorow

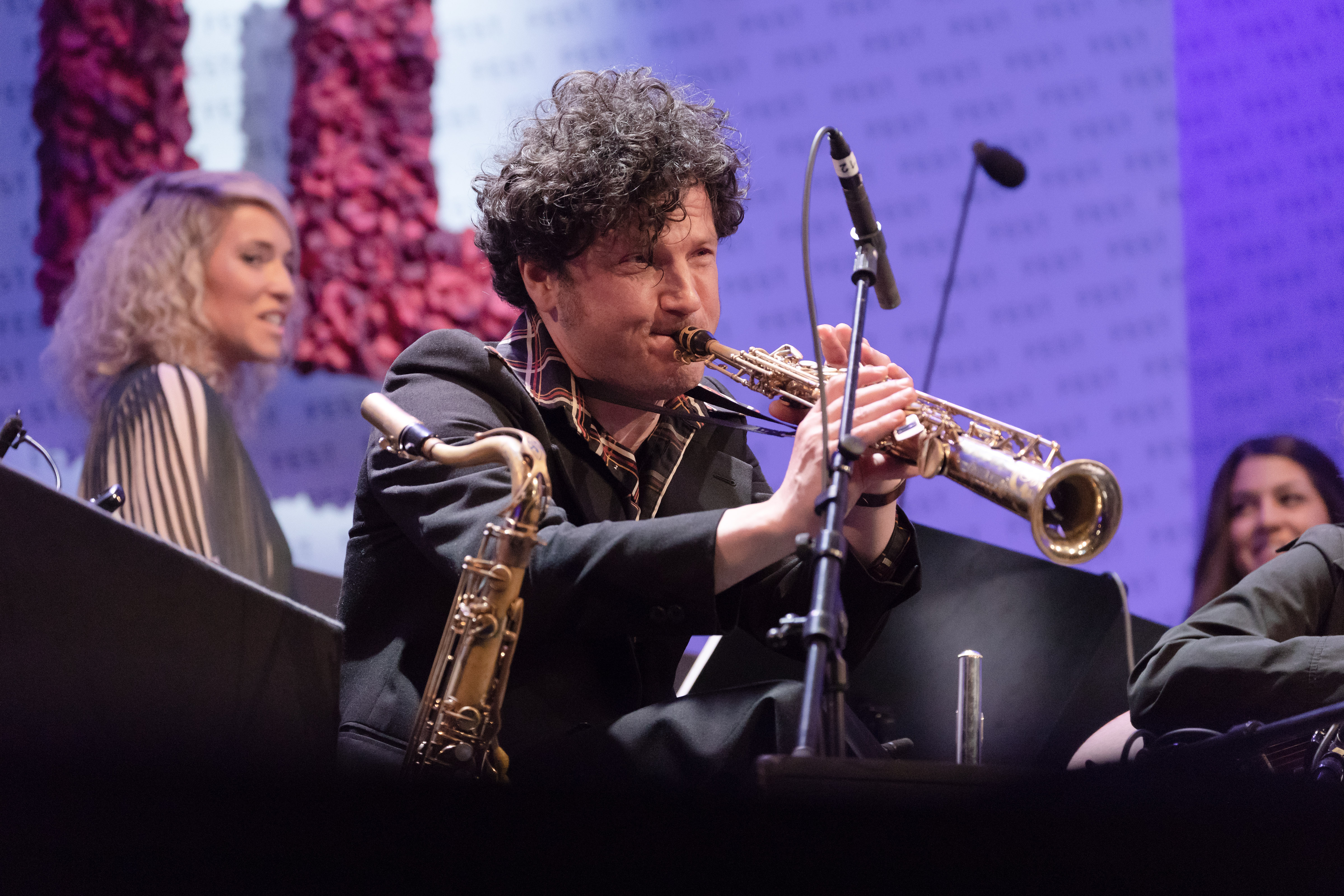
Andrej Prozorov (2018)

Andrij Prosorow (ukrainisch: Андрій Прозоров; eigene Schreibweise: Andrej Prozorov; * 17. November 1975 in Odessa) ist ein ukrainischer Saxophonist, Komponist und Vertreter des Jazz und der Worldmusic. Bekanntheit erlangte er durch seine Zusammenarbeit mit Joe Zawinul und der Band Zawinul Syndicate.

## Leben und Wirken

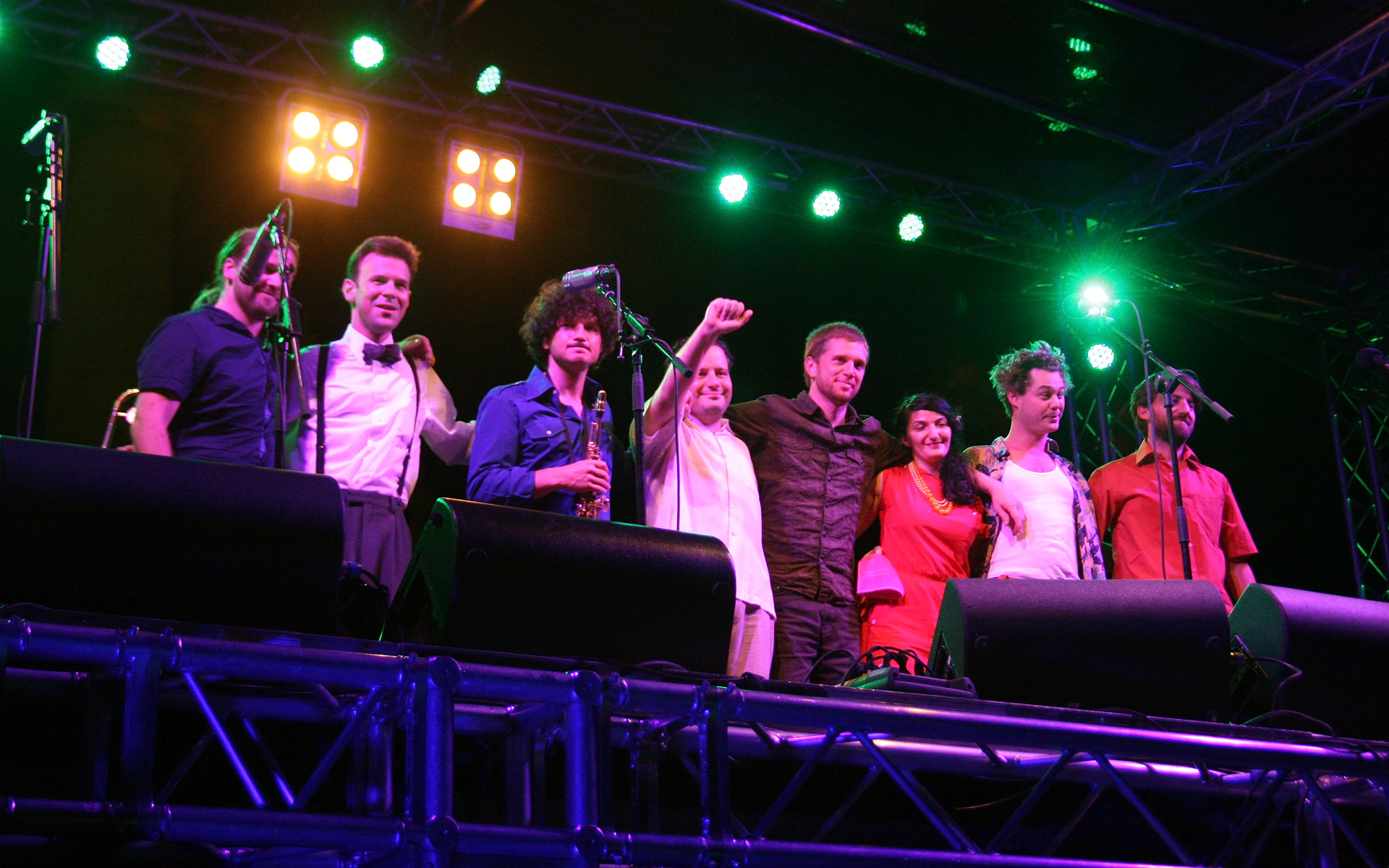
Prozorov mit Fatima Spar and The Freedom Fries (2012)

Prosorow studierte klassisches Saxophon am Staatlichen Konservatorium in Odessa. Im Jahr 2001 holte ihn der Pianist Rudi Wilfer nach Wien, wo Prosorow bei Wolfgang Puschnig an der Musikuniversität Wien seine Jazzausbildung abschloss. Ab 2002 folgte eine regelmäßige Zusammenarbeit mit Joe Zawinul und Karl Ritter. Von 2005 bis 2013 tourte er mit Fatima Spar and the Freedom Fries. Seit 2014 ist Andrij Prosorow Mitglied der Band Zawinul Syndicate.
Andrij Prosorow spielte u. a. mit  Alegre Corrêa, Wolfgang Puschnig, Walter Singer, Otto Lechner, David Six, Jon Sass, Joe Zawinul, Vadim Neselovskyi und Karl Ritter.
Seit 2015 arbeitet er mit der Sängerin Christina Scherrer zusammen, mit der er die Band Scherrer & Prozorov gründete. Scherrer zeichnet für Texte und den Gesang verantwortlich, Prozorov für Arrangements und Kompositionen. Im Herbst 2016 belegten sie beim Troubadour Chanson & Liedwettbewerb in Stuttgart den zweiten Platz.

## Diskographische Hinweise
- Dach - Radio Liberty (Listen Closely, 2015)
- Prozorov Trio - Porto Franco (Freifeld Tontraeger, 2014)
- David Six’ Matador -  Graz Live (Listen Closely, 2014)
- Andrej Prozorov & Milos Todorovsky - While (Extraplatte, 2011)
- Wladigeroff Brothers - For The Greatest And Little Things (Holophon, 2011)
- Vadim Neselovskyi & Andrej Przorov - Short Wave (Kokawa Jazz, 2009)
- Odessa - Way Out East (cracked anegg records, 2007)
- Wladigeroff Brothers & Band - Wanderer in Love (Extraplatte, 2007)